# Seznam voleb do zastupitelstev obcí v Česku mimo řádný termín (2018–2022)
Seznam voleb do zastupitelstev obcí v Česku mimo řádný termín uvádí přehled všech voleb do obecních zastupitelstev na území České republiky, které se v průběhu funkčního období 2018–2022 nekonaly v termínu řádných voleb.
Mimořádné volby se konají tehdy, pokud správní soud rozhodne o neplatnosti původních voleb (opakované volby), jestliže v původně naplánovaných volbách kandidoval nedostatečný počet osob (dodatečné volby) nebo pokud v průběhu funkčního období klesne počet zastupitelů pod stanovenou hranici či je zastupitelstvo kvůli své nečinnosti rozpuštěno, příp. vznikne-li nová obec (nové volby). V případě zneplatnění jen hlasování, příp. není-li za určitý volební okrsek odevzdán řádný zápis o průběhu voleb, provádí se pouze opakované hlasování. Mimořádné volby vyhlašuje ministr vnitra.
V roce 2019 mají proběhnout následující volby:
- 26. ledna 2019 (dodatečné volby do zastupitelstev 17 obcí, opakované hlasování do zastupitelstev 2 obcí)[2]
- 16. března 2019 (nové volby do zastupitelstev 31 obcí)[3]
- 30. března 2019 (nové volby do zastupitelstev 5 obcí)[4]

| Obec             | Okres            | Kraj            | Datum vyhlášení voleb | Vyhlášeny ve Sbírce zákonů | Typ voleb       | Datum konání voleb |
| ---------------- | ---------------- | --------------- | --------------------- | -------------------------- | --------------- | ------------------ |
| Horšice          | Plzeň-jih        | Plzeňský        | 22. října 2018        | 243/2018                   | dodatečné volby | 26. ledna 2019     |
| Němčovice        | Rokycany         | Plzeňský        | 22. října 2018        | 243/2018                   | dodatečné volby | 26. ledna 2019     |
| Skomelno         | Rokycany         | Plzeňský        | 22. října 2018        | 243/2018                   | dodatečné volby | 26. ledna 2019     |
| Děkov            | Rakovník         | Středočeský     | 22. října 2018        | 243/2018                   | dodatečné volby | 26. ledna 2019     |
| Litichovice      | Benešov          | Středočeský     | 22. října 2018        | 243/2018                   | dodatečné volby | 26. ledna 2019     |
| Chlístovice      | Kutná hora       | Středočeský     |                       |                            | opakované volby | 26. ledna 2019     |
| Kadlín           | Mělník           | Středočeský     | 22. října 2018        | 243/2018                   | dodatečné volby | 26. ledna 2019     |
| Kluky            | Mladá Boleslav   | Středočeský     | 22. října 2018        | 243/2018                   | dodatečné volby | 26. ledna 2019     |
| Roblín           | Praha-západ      | Středočeský     | 22. října 2018        | 243/2018                   | dodatečné volby | 26. ledna 2019     |
| Němčice          | Strakonice       | Jihočeský       | 22. října 2018        | 243/2018                   | dodatečné volby | 26. ledna 2019     |
| Tatobity         | Semily           | Liberecký       | 22. října 2018        | 243/2018                   | dodatečné volby | 26. ledna 2019     |
| Kbelnice         | Jičín            | Královéhradecký | 22. října 2018        | 243/2018                   | dodatečné volby | 26. ledna 2019     |
| Víska u Jevíčka  | Svitavy          | Pardubický      | 22. října 2018        | 243/2018                   | dodatečné volby | 26. ledna 2019     |
| Střítež          | Žďár nad Sázavou | Vysočina        | 22. října 2018        | 243/2018                   | dodatečné volby | 26. ledna 2019     |
| Bořetín          | Pelhřimov        | Vysočina        |                       |                            | opakované volby | 26. ledna 2019     |
| Ždírec           | Havlíčkův Brod   | Vysočina        | 22. října 2018        | 243/2018                   | dodatečné volby | 26. ledna 2019     |
| Dlouhá Lhota     | Blansko          | Jihomoravský    | 22. října 2018        | 243/2018                   | dodatečné volby | 26. ledna 2019     |
| Lipovec          | Blansko          | Jihomoravský    | 22. října 2018        | 243/2018                   | dodatečné volby | 26. ledna 2019     |
| Hodějice         | Vyškov           | Jihomoravský    | 22. října 2018        | 243/2018                   | dodatečné volby | 26. ledna 2019     |
| Strakonice       | Strakonice       | Jihočeský       | ???                   |                            | opakované volby | ???                |
| Nelepeč-Žernůvka | Brno-venkov      | Jihomoravský    | ???                   |                            | nové volby      | 16. března 2019    |